# 盧克·阿諾德
盧克·阿諾德（Luke Arnold，1984年—）是澳大利亞的一位演員。他出生在阿德萊德，小學時和家人搬家到雪梨，之後又搬至昆士蘭。他出演過小飛俠彼得潘等電影。

## 演出作品

### 電影
- 《小飛俠彼得潘》

### 電視
- 《黑帆》